# La Fée aux miettes
La Fée aux miettes est un roman fantastique de Charles Nodier, publié en 1832.

## Résumé
Dans une maison de santé de Glasgow, le charpentier Michel raconte son histoire.
Jeune homme à Granville, il a un jour sauvé au Mont-Saint-Michel une vieille mendiante surnommée la « Fée aux miettes », et lui a promis de l'épouser.
Grâce à son travail, Michel peut s'embarquer sur la Reine de Saba pour une destination inconnue. Le bateau fait naufrage, Michel arrive sur une île, et découvre que la Fée aux miettes l'a suivi, cachée dans son sac. Elle lui offre un portrait d'elle jeune, un portrait de la reine de Saba, dont Michel tombe amoureux.
Michel trouve du travail. Un jour cependant, le bateau de la reine de Saba accoste et il veut partir avec lui. La veille du départ, il passe la nuit avec un homme à tête de chien, que des animaux tentent de dévaliser.
Michel finit par épouser la Fée aux miettes, voyant toutes les nuits la reine de Saba le visiter. Mais, pour que ce bonheur dure, il lui faut trouver la mandragore qui chante et qui rit.

## Éditions
- La Fée aux miettes, illustrations de Jacques Ferrand, José Corti, 1947